# TV Ouro Negro
TV Ouro Negro é uma emissora de televisão brasileira com sede na cidade de Salvador, capital do estado da Bahia. Opera no canal 9 (26 UHF digital), e é afiliada à TV Universal. Pertence ao Grupo Luiz Moreira de Comunicação, que também controla a Rádio Ouro Negro FM na cidade de Catu.

## História
A emissora foi fundada em 21 de janeiro de 2006 como Rede Gospel Bahia, deixando de ser somente uma repetidora da Rede Gospel. Seu primeiro programa local foi o Renasce Salvador. No entanto, em meados de 2009, a produção de programas locais na emissora foi interrompida.
Em 25 de abril de 2012, dois anos depois, a emissora reestreia sua programação local com nova equipe e novos equipamentos. Em 19 de outubro, estreia o programa de entrevistas Encontro Marcado, com a apresentação do proprietário da emissora, Luiz Moreira. Em 27 de outubro, estreia mais um programa local: O jornalístico esportivo Turma da Bola, com apresentação de Paulo Silva. Em 30 de novembro, a emissora assume a nomenclatura secundária Canal 9, nos programas que não são produzidos pela Igreja Renascer.
Em julho de 2013, a emissora passa a ser afiliada à Rede Brasil, e substitui a nomenclatura Rede Gospel Bahia por TV Ouro Negro. Em 17 de julho, estreia o novo programa Blog On - Blogão, com apresentação de Edd Bala. Apesar da nova afiliação, os programas locais produzidos pela Igreja Renascer continuaram a ser transmitidos.
Em 30 de outubro de 2013, a emissora encerra a produção de programas locais, e abandona a nomenclatura Canal 9.
Em outubro de 2014, a TV Ouro Negro deixou a Rede Brasil e passou a transmitir programas locais e nacionais da TV Universal, rede de televisão da Igreja Universal do Reino de Deus.

## Sinal digital
| Canal virtual | Canal digital | Resolução de tela | Programação                                           |
| ------------- | ------------- | ----------------- | ----------------------------------------------------- |
| 9.1           | 26 UHF        | 1080i             | Programação principal da TV Ouro Negro / TV Universal |

A TV Ouro Negro ativou seu sinal digital em 25 de maio de 2017, pelo canal 9 VHF digital. Em 11 de julho de 2021, passou a operar no canal 26 UHF. Em 30 de outubro de 2021, ativou seu subcanal digital 9.2, em fase de testes, anunciando que a programação exibida seria educativa.

### Transição para o sinal digital
A emissora cessou voluntariamente suas transmissões analógicas pelo canal 9 VHF em 25 de maio de 2017, 5 meses antes do prazo estabelecido pela ANATEL, devido ao uso do mesmo canal para sua transmissão digital.

## Programas
Atualmente, a emissora transmite integralmente a programação local e nacional da TV Universal. Diversos programas locais compuseram a grade da emissora, e foram descontinuados:
- Blog On - Blogão
- Encontro Marcado
- Fôlego
- Nosso Espaço
- Renasce Salvador
- Turma da Bola
- Última Palavra